# Petra Schmitz
Petra Schmitz (Sankt Vith, 22 februari 1972) is een Belgisch politica voor ProDG.

## Levensloop
Beroepshalve werd Schmitz lerares in het lager onderwijs en afdelingsleidster in het Centrum voor Speciaal Onderwijs in Sankt-Vith. Daarnaast werd zij als toneelspeelster of regisseuse actief bij enkele theatergroepen. In september 2020 werd ze directrice van de lagere school van Kelmis.
In 2008 behoorde zij tot de oprichters van de ProDG, waarvan zij tevens bestuurslid werd. In 2009 werd zij voor deze partij lid van het Parlement van de Duitstalige Gemeenschap, waar ze vanaf september 2015 eerste secretaris was. In maart 2018 werd ze samen met Lydia Klinkenberg co-partijvoorzitter van ProDG. Schmitz en Klinkenberg bleven dit tot in september 2020, toen ze beiden om beroepsredenen ontslag namen. Vanwege haar drukke bezigheden als schooldirectrice, nam ze in januari 2022 ook ontslag als lid van het Parlement van de Duitstalige Gemeenschap.